# 斯巴達冰川
斯巴達冰川（英語：Spartan Glacier）是南極洲的冰川，位於亞歷山大一世島東部，流經卡利斯托崖和湯博崖，由英國南極名稱諮詢委員會命名，現時由南極條約體系管理。